# Prix Alfred-de-Pontécoulant
Le prix Alfred-de-Pontécoulant, de la fondation du même nom, est un ancien prix annuel de poésie créé en 1945 par l'Académie française.

## Liste des lauréats

### Années 1940
- 1945 : Paul Lacour (1861-1953) pour Nouvelles Fables
- 1946 : 
  - Georges Meunier
  - Henri Vivarat pour Pégase chez les zébus
- 1948 : Léon Ravet pour Roses d'automne

### Années 1950
- 1951 : 
  - Lucien Feuillade pour La Cendre d'Hélène
  - André Guillemin pour Pour toi
- 1952 : 
  - Suzanne Odoul pour L'Âme du silence
  - Mato Vucetic pour Poèmes
- 1953 : Philippe de Vendeuvre (1923?-....) pour Journal de la joie
- 1954 : 
  - Maxime Léry (1884-1968) pour Fables
  - André Nicolas pour Plaisirs d’amour
  - Éléonore Niquille pour Le Pèlerin émerveillé
  - Simone Renaud (1899-1988) pour Les pommiers ont refleuri
- 1955 : 
  - Anne Girard-Duverne pour Des rayons dans l’ombre
  - Marcel Jung pour Clartés, Ombres, Silence
  - Yvonne Rameau pour Loin du pont d’Avignon
- 1956 : 
  - Jacques Baroche pour Au bois cruel
  - Pierre Péronnet pour Le Silence et le Sang
  - Josette Rame pour Instants cueillis
  - Huguette Reine pour Le Miroir du rêve
  - Aimée Rollin pour Fleurs d’épreuve
- 1957 : Georges-L. Godeau pour Myriella
- 1959 : 
  - Émilie Mariotte pour Feuilles d’ombre
  - Lysie Stephan pour Chants des quatre saisons

### Années 1960
- 1960 : Pierre Loubière pour Les Bagages du ciel
- 1961 : Maurice de La Boutière pour Profils et paysages
- 1962 : Roger Belluc pour Mesures pour rien
- 1963 : Louis Émié pour l'ensemble de son œuvre
- 1964 : 
  - Henri Perret pour Poèmes
  - André Piot (1894-1974) pour Mémoires poétiques
- 1965 : 
  - Henri Fache pour Poèmes
  - Joseph Olivier pour Poèmes
- 1966 : Jehan Despert pour Psaume selon ma Seine-et-Oise
- 1967 : Raymonde Viera pour Les Chardons bleus